# Charles Exbrayat
Charles Exbrayat (Saint-Étienne, 5 maggio 1906 – Saint-Étienne, 8 marzo 1989) è stato uno scrittore francese.

## Biografia
Nato a Saint-Étienne nel 1906, ha vissuto per un ventennio a Planfoy.
Giornalista, è stato redattore de Le Journal du Centre dal 1945 al 1946 ed editorialista presso lo stesso quotidiano dal 1971.
È autore di un centinaio di libri appartenenti perlopiù al genere poliziesco-umoristico spesso adattati per il cinema. Tra i personaggi creati si ricorda Imogène McCarthery, anziana donna scozzese investigatrice per passione protagonista anche di film per la televisione.
In suo onore è stato istituito nel 1990 il Premio Charles-Exbrayat.

## Opere (parziale)

### Serie Imogène
- La signora in tweed (Ne vous fâchez pas, 1959), Milano, Garzanti, 2023 traduzione di Sara Arena ISBN 978-88-11-00789-0.
- Camera con balcone (Imogène est de retour,(1960), Milano, Garzanti, 2024 traduzione di Sara Arena ISBN 978-88-11-00790-6
- Encore vous, Imogène? (1962)
- Imogène, vous êtes impossible! (1963)
- Notre Imogène (1969)
- Les Fiançailles d'Imogène (1971)
- Imogène et la veuve blanche (1975)

### Serie Tarchinini
- Chewing-gum et spaghetti (1960)
- Le Plus Beau des bersagliers (1962)
- Chianti et Coca-Cola (1966)
- Le Quintette de Bergame (1967)
- Ces sacrées Florentines (1969)
- La Belle Véronaise (1972)
- Des amours compliquées (1976)
- Mets tes pantoufles, Roméo (1983)

### Altri romanzi
- Elle avait trop de mémoire (1957)
- La nuit de Santa Cruz (1957)
- Vous souvenez-vous de Paco? (1958)
- Ce mort que nul n'aimait (1958)
- L'inspecteur mourra seul (1959)
- Cet imbécile de Ludovic (1960)
- Amour et sparadrap (1960)
- Aimez-vous la pizza? (1960)
- Avanti, la mùsica! (1961)
- Des demoiselles imprudentes (1961)
- Les Blondes et Papa (1961)
- Méfie-toi, Gône! (1961)
- Le Quadrille de Bologne (1961)
- Dors tranquille, Katherine (1962)
- Une ravissante idiote (1962)
- Le temps se gâte à Zakopane (1962)
- Espion, où es-tu? M'entends-tu? (1962)
- Olé !... Torero! (1963)
- Les Filles de Folignazzaro (1963)
- Quel gâchis, inspecteur! (1963)
- Les Douceurs provinciales (1963)
- Et qu'ça saute! (1963)
- On se reverra, petite! (1964)
- La Honte de la famille (1964)
- Les Messieurs de Delft (1964)
- Barthélemy et sa colère (1964)
- Vous manquez de tenue, Archibald! (1965)
- Le colonel est retourné chez lui (1965)
- Une petite morte de rien du tout (1965)
- Joyeux Noël, Tony (1964)
- Mandolines et barbouzes (1965)
- Les Dames du Creusot (1966)
- Plaies et bosses (1966)
- Le Voyage inutile (1966)
- Une brune aux yeux bleus (1966)
- Le Dernier des salauds (1967)
- Mortimer !... Comment osez-vous? (1967)
- La route est longue, Jessica (1968)
- Au Trois Cassoulets (1971)
- C'est pas dieu possible (1974)
- Le clan Morembert (1975)
- Pour ses beaux yeux (1975)
- Un matin, elle s'en alla (1976)
- Ton amour et ma jeunesse (1977)
- Chant funebre pour un gitan (1978)
- Jules Matrat (1979)
- Pour Belinda (1979)
- Le château des amours mortes (1980)
- La Lumière du matin (1982)
- Pouquoi tuer le pépé (1982)
- Le Château vert (1987)
- Ceux de la forêt (1988)
- Tu n'aurais pas, Margueritte (1988)
- Félicité de la croix-rousse (1989)
- Mademoiselle Évelyne (1997)

## Filmografia (parziale)
- Delirio d'amore (La Symphonie fantastique), regia di Christian-Jaque (1942) (co-autore del soggetto)
- Il cambio della guardia, regia di Giorgio Bianchi (1962) (autore del soggetto)
- La spia sulla città (Rififí en la ciudad), regia di Jesús Franco (1963) (autore del soggetto)
- Una adorabile idiota (Une ravissante idiote), regia di Édouard Molinaro (1963) (autore del soggetto)
- Pas de caviar pour tante Olga, regia di Jean Becker (1965) (autore del soggetto)

## Premi e riconoscimenti

### Vincitore
Prix du roman d'aventures
- 1958 con Vous souvenez-vous de Paco?[7]

Prix Maison de la Presse
- 1975 nella sezione "Romanzi" con Jules Matrat[8]